# Toshikatsu Yamamoto
Toshikatsu Yamamoto (jap.山元敏勝, Yamamoto Toshikatsu) (* 15. Dezember 1929 in Nichinan, Präfektur Miyazaki, Japan) ist ein für seine Weiterentwicklung der Akupunktur bekannter japanischer Arzt.
Toshikatsu Yamamoto schloss 1956 sein Medizinstudium an der Nippon Medical School (Tokyo) ab. Danach vertiefte er seine Ausbildung in den Bereichen Chirurgie, Anästhesie und Geburtshilfe in New Jersey, New York und Köln, kehrte 1966 in seine Heimat zurück und gründete eine Klinik. Während der 1960er Jahre entwickelte er die Yamamoto Neue Schädelakupunktur(YNSA). 1991 promovierte er an der Medizinischen Hochschule Miyazaki (seit 2003 Medizinische Fakultät der Universität Miyazaki) mit einer Arbeit über die Effekte der Schädelakupunktur bei motorischen und sensorischen Störungen. 1998 gründete er in Miyazaki die Yamamoto Rehabilitation Clinic.
Die von ihm entwickelte YNSA-Methode wird vor allem bei Schmerzerkrankungen und neurologischen Erkrankungen eingesetzt. Yamamoto führt Kurse in Miyazaki durch. Er unterrichtet auch seit Jahren in Deutschland als Gastdozent in Kursen und auf Kongressen mehrerer Ärztlicher Fachgesellschaften für Akupunktur.

## Bibliografie
- Yamamoto, Toshikatsu, Yamamoto Neue Schädelakupunktur. Kötzting/Bayer. Wald, ISBN 3-927344-66-4 (1985, 1991 & 2004).
- Yamamoto, Toshikatsu, Yamamoto new scalp acupuncture, DVD-Video (2005).